# Vatrogasna zabava Vol.3
Vatrogasna zabava vol.3 je treći album hrvatskog glazbenog sastava "Vatrogasci". Također je jedan od četiri albuma s naslovom "Vatrogasna zabava".

## Popis pjesama
1. "Ja volim vatat muve" (3:35)
  - glazba: Tihomir Borošak/Reel2Real - "I Like to Move It", 1994.)
  - stihovi: Tihomir Borošak
2. "Samo zbog litre" (3:22)
  - glazba: meksička narodna
  - stihovi: Tihomir Borošak
3. "M. Gorki" (4:05)
  - glazba: T. Evans/P. Ham (Badfinger - "Without You", 1970.)
  - stihovi: Tihomir Borošak
4. "Raspiči-opiči" (4:24) -- feat. Željko Pervan
  - glazba: F. Farian/G. Reyam/F. Jay (Boney M - "Rasputin", 1978.)
5. "Ajnc, cvaj, draj" (4:00)
  - glazba: Boris Fomin "Dugim putem (Дорогой длинною)"; (G. Raskin & P. McCartney preradili za Mary Hopkin - "Those were the Days", 1968.)
  - stihovi: Tihomir Borošak
6. "Disko-manijak" (3:08)
  - glazba: Hoyt Curtin (tema iz "The Flintstones")
  - stihovi: ?
7. "Umobolan" (2:38)
  - glazba: "Congratulations"
  - stihovi: Bill Martin and Phil Coulter
8. "Kako došlo-tako prošlo" (3:25) - instrumentalni mix
  - glazba: Tihomir Borošak

## Izvođači
- Tihomir Borošak-Tiho: razni instrumenti
- Vladimir Pavelić-Bubi: vodeći vokal

## Vanjske poveznice
- Službene stranice sastava  Arhivirana inačica izvorne stranice od 22. srpnja 2010. (Wayback Machine)